# Macrosteles lagus
Macrosteles lagus är en insektsart som beskrevs av Hamilton 1983. Macrosteles lagus ingår i släktet Macrosteles och familjen dvärgstritar. Inga underarter finns listade i Catalogue of Life.